# Gwendoline Butler
Gwendoline Butler (Gwendoline Williams; * 19. August 1922 in London; † 5. Januar 2013 in Birmingham) war eine britische Autorin von Kriminalromanen. Bekannt ist besonders die 30-bändige Reihe Ein Fall für John Coffin; davon wurden zwischen 1999 und 2004 elf Titel vom Diogenes Verlag in deutscher Übersetzung herausgegeben. Unter dem Pseudonym „Jennie Melville“ schrieb sie 19 Krimis um die Figur von Charmain Daniels. 1973 erhielt sie den Silver Dagger für A Coffin for Pandora.

## Werke (auf Deutsch)
- Saison für einen guten Onkel. Kriminalroman (Coffin’s Dark Number, 1969). Heyne, München 1971
- Das brennende Haus. Roman (The Brides of Friedberg, 1977). Heyne, München 1980
- Heißes Geld. Roman (The Coffin Tree, 1994). Diogenes, Zürich 1999
- Dunkle Stunde. Roman (A Dark Coffin, 1995). Diogenes, Zürich 1999
- Unter Druck. Roman (Coffin in the Black Museum, 1989). Diogenes, Zürich 2000
- Doppelter Boden. Roman (A Double Coffin, 1996). Diogenes, Zürich 2000
- Falsches Spiel. Roman (Coffin’s Game, 1997). Diogenes, Zürich 2000
- Kalte Nacht. Roman (A Coffin for Charley, 1994). Diogenes, Zürich 2001
- Sein ganzes Glück. Roman (Coffin and the Paper Man, 1991). Diogenes, Zürich 2002
- Ein schönes Paar. Roman (Cracking Open a Coffin, 1993). Diogenes, Zürich 2002
- Schwarze Fracht. Roman (A Grave Coffin, 1998). Diogenes, Zürich 2003
- Heute mir, morgen dir. Roman (Coffin’s Ghost, 1999). Diogenes, Zürich 2003
- Murder Street. Roman (Coffin on Murder Street, 1992). Diogenes, Zürich 2004

Als Jennie Melville:
- Die Mörder von morgen. Roman (A New Kind of Killer, 1970). Rowohlt (rororo 2285), Reinbek 1973